# Colobothea schmidtii
Colobothea schmidtii là một loài bọ cánh cứng trong họ Cerambycidae.